# Eugene Gross
Pour les articles homonymes, voir Gross.
Eugene Gross, né le 27 juin 1926 à New York et mort le 19 janvier 1991 à Boston est un physicien américain. Il est connu plus particulièrement pour ses travaux sur les méthodes cinétiques (méthode de Bhatnagar-Gross-Krook) et en mécanique quantique (équation de Gross-Pitaevskii).

## Biographie
Eugene Gross obtient son Ph.D. en 1948 à l'université de Princeton sous la direction de David Bohm. Il devient assistant à l'université Harvard de 1948 à 1949 puis chercheur associé au Massachusetts Institute of Technology de 1950 à 1951. 
Ensuite il est chercheur au Laboratory for Insulation Research et, de 1954 à 1956 professeur assistant à l'université de Syracuse. Il va ensuite à l'université Brandeis comme professeur assistant puis titulaire en 1961.
De 1963 à 1964, il va à l'université de Rome « La Sapienza » dans le cadre du programme Fulbright.
En 1976, il obtient la chaire de physique théorique Edward et Gertrude Swartz puis la tête du département de physique à l'université Brandeis de 1977 à 1979.